# Danmarks flagga
Danmarks flagga, ofta benämnd Dannebrogen (danska: Dannebrog), är enligt legenden fallen från skyarna till Valdemar Sejrs trupper under slaget vid Lindanäs i Estland 15 juni 1219. Den är möjligen världens äldsta nu officiella flagga. Händelsen firas varje år på Valdemarsdagen den 15 juni. Flaggans proportioner sedan 1893 är 28:37, (12/4/21 enheter längs långsidan, 12/4/12 längs kortsidan).

## Beskrivning och namn
National- och handelsflaggan är röd med vitt kors. Örlogsflaggan har två röda tungor. Kungen för en tvåtungad flagga med riksvapnet i stort fyrkantigt vitt fält i mitten.
Flaggan heter Dannebrog på danska. Förleden är antingen ett lån eller ett besläktat ord med frisiska dan ('rödfärgad'), medan efterleden är det lågtyska lånordet brog ('tygstycke').

## Historik

### Ursprung
Flaggan har ett ursprung från 1200- eller 1300-talet, och det första framträdandet är inte helt klarlagt. En sägen säger att Dannebrogen föll ner från himlen under ett slag den 15 juni 1219, i samband med Valdemar Sejrs korståg i Estland. En andra teori säger att flaggan var en gåva från påven inför ovanstående korståg. Den tredje teorin menar att Dannebrogen formgavs utifrån Valdemar Sejrs vapensköld. Den första dokumenterade användningen av Dannebrogen är dock på en sigillbild från 1397.
Om Dannebrogen har ett 1200-talsursprung är den äldsta nationalflaggan i världen. Ifall 1397 räknas som året för flaggans ursprung, är både Österrikes och Englands flaggor av äldre datum.

### Förebild
Förebild och inspiration till Danmarks flagga kommer mest troligt från flaggsymbolerna hos en del tyska gränsfurstar. Flaggor som påminner om den danska flaggan har använts i bland annat Schweiz och Savojen, liksom i städer som Wien, Genua och Danzig (traditionen med nationalflaggor – med eller utan kors – är dock från 1600-talets mitt). Tidigare hade även Malta en flagga som till utseendet var identisk med Danmarks flagga.
Danmarks flagga är därmed en av många korsflaggor skapade i en medeltida tradition med ursprunglig koppling till korstågen.

### Påverkan
Den svenska flaggan är antagligen skapad med den danska flaggan som förebild. I och med detta lade Dannebrogen grunden för den nordiska tradition av korsflaggor (med ocentrerat kors) som utvecklades vidare på 1800-talet.
Historiker menar att även Englands flagga har sitt ursprung ur Danmarks flagga då den är en direkt omvänd dansk flagga, med rött kors och vita fält. England styrdes under tiden för flaggans skapande av normander, som var av norskt och danskt ursprung och förde nära kontakter med sina nordiska stamländer. Se dock ovan om den osäkra dateringen.

## Bildgalleri

Danmarks örlogsflagga har en mörkare röd (knaprød) ton än statsflaggan.
Danmarks statsflagga är också en tvåtungad flagga.
Danmarks kungaflagga.

## Konstruktion
Danmarks flagga har höjd/breddförhållandet 28:37. Flaggans delar ska ha följande proportioner:

Det finns ingen officiell färgstandard för flaggan men en populär röd nyans är PMS 186C enligt Pantone-färgsystemet, vilket motsvarar #C8102E (rött) (samt #FFFFFF (vitt)) i HEX-systemet.